# Araneus cungei
Araneus cungei är en spindelart som beskrevs av Bakhvalov 1974. Araneus cungei ingår i släktet Araneus och familjen hjulspindlar. Inga underarter finns listade i Catalogue of Life.